# Volkswagen Transporter T4
Le Volkswagen Transporter T4 est un véhicule utilitaire léger produit par le constructeur automobile allemand Volkswagen de 1990 à 2003. Il s'agit de la quatrième génération du Volkswagen Transporter depuis 1950.
Les désignations internes à VW du T4 sont : Type 70 - 09/1990 → 12/1995 et puis Type 7D - 01/1996 → 06/2003.
Avec l'introduction du T4, une refonte complète a mis fin à 34 ans de moteur et de propulsion arrière de l'usine Volkswagen de Hanovre.
Le T4 est le premier modèle de VW Transporter étant disponible dans deux longueurs et empattements différents : 2 920 mm et 3 320 mm et trois catégories de charge utile, avec 800 kg, 1 000 kg et 1 200 kg ainsi qu'un nouvel essieu à double barre transversale à l’avant et essieu arrière à barre oblique. Le nouveau concept d’entraînement avec le moteur transversal à l'avant entraînant les roues avant avait l'avantage particulier de dégager une zone continue de chargement à l'arrière.
Il est disponible au choix avec la deuxième porte coulissante ou la porte à battants.
En 1994, le 500 000e T4 est construit à Hanovre.
En 1997, le 8 000 000e Transporter Volkswagen est produit (tous modèles confondus).

## Motorisations

### Moteurs essence
| Modèle  | Code moteur   | Configuration              | Cylindrée | Puissance (DIN)                | Couple                 | Années    |
| ------- | ------------- | -------------------------- | --------- | ------------------------------ | ---------------------- | --------- |
| 1.8     | PD            | 4 cyl en ligne, SOHC, 8v   | 1 781 cm3 | 67 ch (49 kW) à 4 000 tr/min   | 140 N m à 2 200 tr/min | 1990-1992 |
| 2.0     | AAC           | 4 cyl. en ligne, SOHC, 8v  | 1 968 cm3 | 84 ch (62 kW) à 4 300 tr/min   | 159 N m à 2 200 tr/min | 1990–2003 |
| 2.5     | AAF, ACU      | 5 cyl. en ligne, SOHC, 10v | 2 461 cm3 | 112 ch (82 kW) à 4 500 tr/min  | 190 N m à 2 200 tr/min | 1990–1997 |
| 2.5     | AET, APL, AVT | 5 cyl. en ligne, SOHC, 10v | 2 461 cm3 | 115 ch (85 kW) à 4 500 tr/min  | 200 N m à 2 200 tr/min | 1997–2003 |
| 2.8 VR6 | AES           | VR6, DOHC, 12v             | 2 792 cm3 | 140 ch (103 kW) à 4 500 tr/min | 240 N m à 3 000 tr/min | 1996–2000 |
| 2.8 V6  | AMV, AXK      | VR6, DOHC, 24v             | 2 792 cm3 | 204 ch (150 kW) à 6 200 tr/min | 245 N m à 2 500 tr/min | 2000–2003 |

### Moteurs Diesel

#### Injection indirecte
| Modèle | Code moteur | Configuration                 | Cylindrée | Puissance (DIN)              | Couple                       | Années    |
| ------ | ----------- | ----------------------------- | --------- | ---------------------------- | ---------------------------- | --------- |
| 1.9 D  | 1X          | 4 cyl. transversal, SOHC, 7v  | 1 896 cm3 | 61 ch (45 kW) à 3 700 tr/min | 127 N m à 1 700 tr/min       | 1990–1995 |
| 1.9 TD | ABL         | 4 cyl. transversal, SOHC, 8v  | 1 896 cm3 | 68 ch (50 kW) à 3 700 tr/min | 140 N m à 2 000–3 000 tr/min | 1993–2003 |
| 2.4 D  | AJA         | 5 cyl. transversal, SOHC, 10v | 2 370 cm3 | 75 ch (55 kW) à 3 700 tr/min | 160 N m à 1 900–2 900 tr/min | 1997–2003 |
| 2.4 D  | AAB         | 5 cyl. transversal, SOHC, 10v | 2 370 cm3 | 78 ch (57 kW) à 3 700 tr/min | 164 N m à 1 800 tr/min       | 1990–1998 |

#### Turbo diesel injection directe
| Modèle  | Code moteur        | Configuration                 | Cylindrée | Puissance (DIN)                | Couple                       | Compression | Années    |
| ------- | ------------------ | ----------------------------- | --------- | ------------------------------ | ---------------------------- | ----------- | --------- |
| 2.5 TDI | AJT, AYY           | 5 cyl. transversal, SOHC, 10v | 2 461 cm3 | 88 ch (65 kW) à 3 700 tr/min   | 195 N m à 2 000–2 600 tr/min | 19,5:1      | 1998–2003 |
| 2.5 TDI | ACV, AUF, AYC, AXL | 5 cyl. transversal, SOHC, 10v | 2 461 cm3 | 102 ch (75 kW) à 3 500 tr/min  | 250 N m à 1 900–2 300 tr/min | 19,5:1      | 1995–2003 |
| 2.5 TDI | AHY, AXG           | 5 cyl. transversal, SOHC, 10v | 2 461 cm3 | 151 ch (111 kW) à 4 000 tr/min | 295 N m à 1 900–3 000 tr/min | 19,0:1      | 1998–2003 |

## Galerie

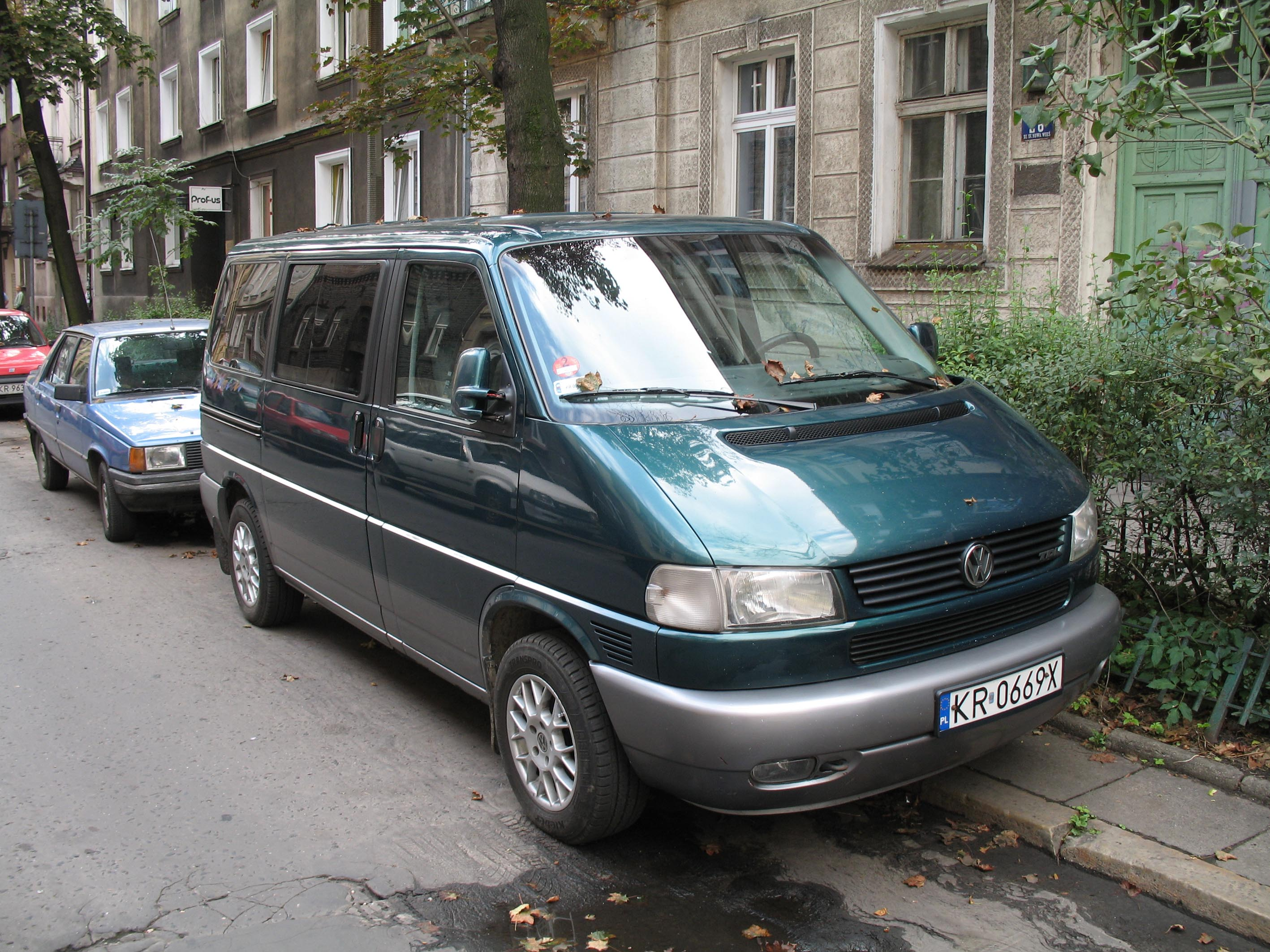
Volkswagen Multivan T4
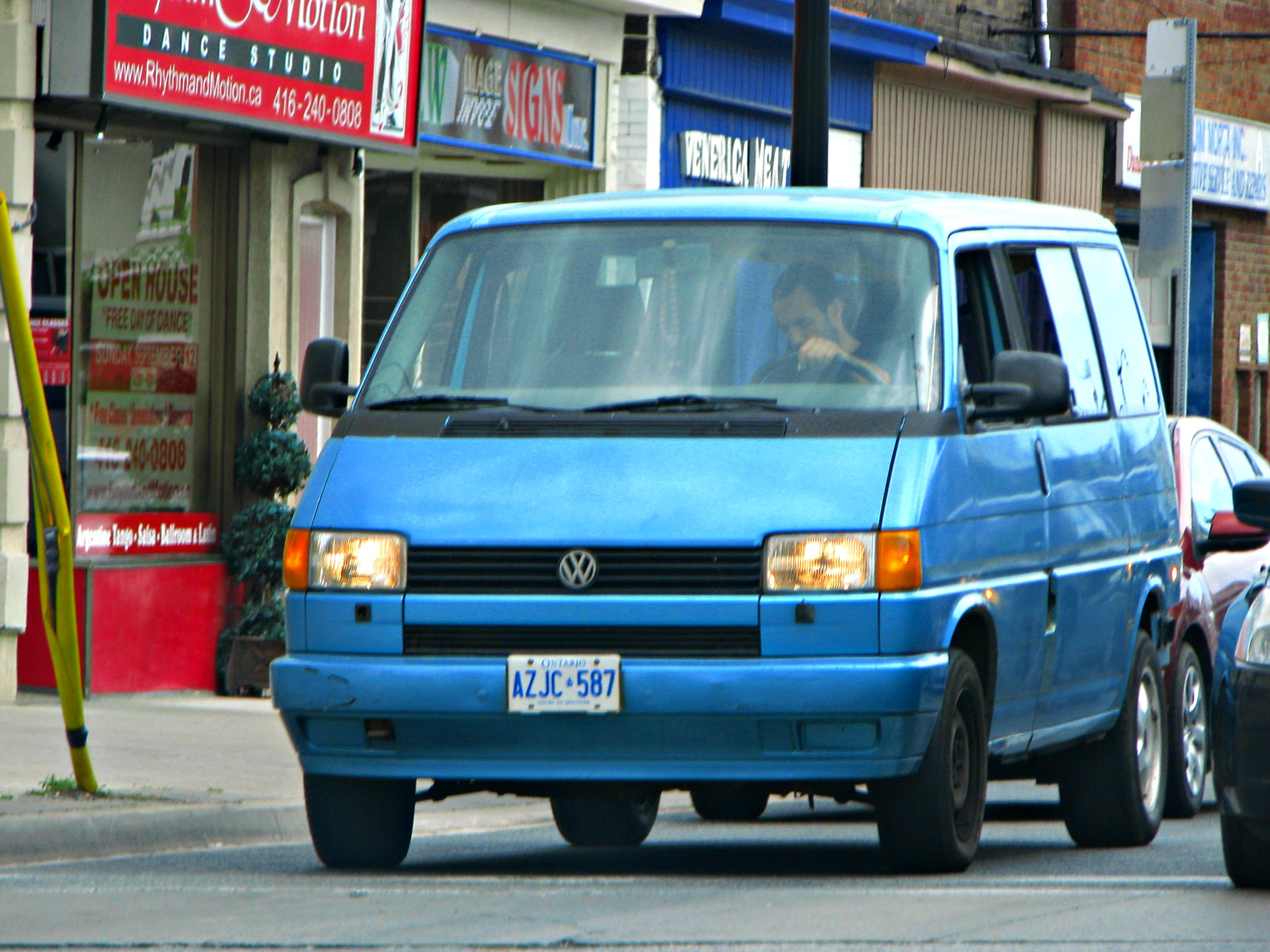
Volkswagen Eurovan
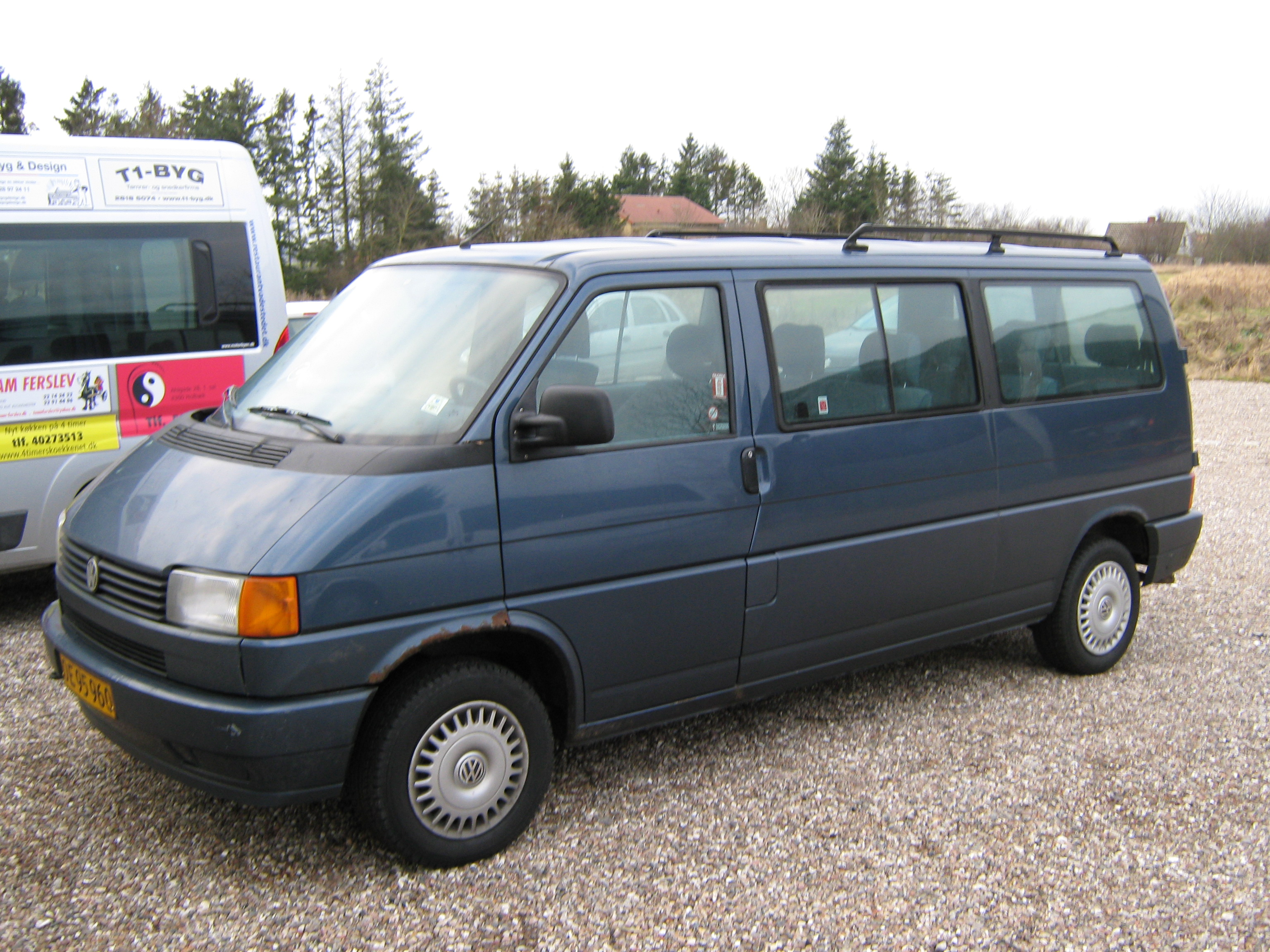
Volkswagen Caravelle T4